# Tavares (Florida)
Tavares ist eine Stadt und zudem der County Seat des Lake County im US-Bundesstaat Florida. Das U.S. Census Bureau hat bei der Volkszählung 2020 eine Einwohnerzahl von 19.003 ermittelt.

## Geographie
Tavares liegt etwa 40 km nordwestlich von Orlando und ist von den drei Seen Lake Dora, Lake Eustis und Lake Harris umgeben. Im Nordosten grenzt Tavares an die Stadt Eustis.

## Geschichte
Der Ort wurde 1884 durch die Leesburg and Indian River Railroad von Wildwood hierher erstmals durch die Eisenbahn erschlossen. 1887 folgte die Bahnlinie der Sanford and Lake Eustis Railroad. Die Strecke von Sanford nach Tavares wurde in den 1980er Jahren zwischen Sanford und Sorrento jedoch stillgelegt. Heute operiert die Florida Central Railroad zwischen Tavares und Sorrento sowie bis Umatilla, Orlando und Winter Garden. Von 2011 bis 2017 war dort auch die touristische Tavares, Eustis and Gulf Railroad tätig.

## Demographische Daten
Laut der Volkszählung 2010 verteilten sich die damaligen 13.951 Einwohner auf 7.705 Haushalte. Die Bevölkerungsdichte lag bei 758,2 Einw./km². 84,3 % der Bevölkerung bezeichneten sich als Weiße, 10,2 % als Afroamerikaner, 0,4 % als Indianer und 1,7 % als Asian Americans. 1,7 % gaben die Angehörigkeit zu einer anderen Ethnie und 1,8 % zu mehreren Ethnien an. 7,8 % der Bevölkerung bestand aus Hispanics oder Latinos.
Im Jahr 2010 lebten in 19,6 % aller Haushalte Kinder unter 18 Jahren sowie 51,6 % aller Haushalte Personen mit mindestens 65 Jahren. 61,9 % der Haushalte waren Familienhaushalte (bestehend aus verheirateten Paaren mit oder ohne Nachkommen bzw. einem Elternteil mit Nachkomme). Die durchschnittliche Größe eines Haushalts lag bei 2,12 Personen und die durchschnittliche Familiengröße bei 2,61 Personen.
17,8 % der Bevölkerung waren jünger als 20 Jahre, 19,7 % waren 20 bis 39 Jahre alt, 21,0 % waren 40 bis 59 Jahre alt und 41,5 % waren mindestens 60 Jahre alt. Das mittlere Alter betrug 53 Jahre. 48,9 % der Bevölkerung waren männlich und 51,1 % weiblich.
Das durchschnittliche Jahreseinkommen lag bei 38.543 $, dabei lebten 18,0 % der Bevölkerung unter der Armutsgrenze.
Im Jahr 2000 war Englisch die Muttersprache von 94,31 % der Bevölkerung, spanisch sprachen 3,97 % und 1,72 % hatten eine andere Muttersprache.

## Sehenswürdigkeiten
Das Harry C. Duncan House und das Lake County Courthouse sind im National Register of Historic Places gelistet.

## Verkehr
Tavares wird vom U.S. Highway 441 sowie der Florida State Road 19 durchquert. der nächste Flughafen ist der Orlando Sanford International Airport (etwa 50 km östlich).

## Kriminalität
Die Kriminalitätsrate lag im Jahr 2010 mit 140 Punkten (US-Durchschnitt: 266 Punkte) im niedrigen Bereich. Es gab drei Vergewaltigungen, sieben Raubüberfälle, 25 Körperverletzungen, 42 Einbrüche, 146 Diebstähle und 22 Autodiebstähle.